# Eucalliathla candidella
Eucalliathla candidella är en fjärilsart som beskrevs av Blanchard 1852. Eucalliathla candidella ingår i släktet Eucalliathla och familjen spinnmalar. Inga underarter finns listade i Catalogue of Life.